# James B. Weaver
James Baird Weaver (ur. 12 czerwca 1833 w Dayton, zm. 6 lutego 1912 w Des Moines) – amerykański polityk, kandydat na prezydenta w latach 1880 i 1892.

## Życiorys
Urodził się 12 czerwca 1833 roku w Dayton. Dwa lata później jego rodzina przeniosła się do Michigan, a następnie do Iowy. Weaver studiował prawo w Bloomfield, a później na Cincinnati Law School. Po tym jak został przyjęty do palestry w 1856 roku, praktykował prawo w Bloomfield. Już wówczas zaangażował się politycznie, początkowo działając w Partii Demokratycznej, a potem w Partii Wolnej Ziemi i Partii Republikańskiej. W czasie wojny secesyjnej walczył po stronie Unii i dosłużył się stopnia generała brygady. Po wojnie przez cztery lata pełnił funkcję prokuratora okręgowego. Z powodu jego reformatorskich poglądów republikanie odmówili mu nominacji do Kongresu oraz na gubernatora. Przystąpił wówczas do Greenback Party i z jej ramienia pełnił urząd członka Izby Reprezentantów z Iowy w latach 1879–1881 i 1885–1889. Został kandydatem tej partii na prezydenta w wyborach w 1880 roku i zdobył nieco ponad 300 tysięcy głosów, co stanowiło trzeci wynik wśród kandydatów.
W połowie lat 80. XIX wieku Greenback Party zaczęła upadać, a Weaver zaangażował się w tworzenie Partii Populistycznej. Otrzymał nominację prezydencką przed wyborami w 1892 roku. W głosowaniu powszechnym zdobył nieco ponad 1 milion głosów, co podobnie jak 12 lat wcześniej było trzecim wynikiem. W Kolegium Elektorów uzyskał 22 głosy. Cztery lata później naciskał na działaczy swojej partii, by poparli kandydata demokratów – Williama Bryana. Spowodowało to znaczny spadek poparcia dla populistów i samego Weavera. W latach 1901–1903 był burmistrzem Colfax. Zmarł 6 lutego 1912 roku w Des Moines.